# Марі-Возжай
Марі́-Возжа́й (Череміський Возжай, рос. Мари-Возжай) — присілок в Граховському районі Удмуртії, Росія.

## Населення
Населення — 376 осіб (2010; 441 у 2002).
Національний склад станом на 2002 рік:
- марійці — 84 %

## Господарство
В присілку діють середня школа, дитячий садок, бібліотека, будинок культури та фельдшерсько-акушерський пункт.

## Відомі люди
Тут народився Бєльський Петро Ілліч — повний кавалер ордену Слави.

## Історія
Присілок був заснований в 1582 році. За даними 10-ї ревізії 1859 року в присілку було 40 дворів та проживало 269 осіб. Тоді тут працював водяний млин. До 1921 року присілок відносився до Граховської волості Єлабузького повіту, після — Можгинського повіту. З 1924 року — присілок в складі Верхньоігринської сільської ради Граховської волості, але вже в 1925 році — Великоєриксинської сільської ради. 14 січня 1932 року присілок став центром Марі-Возжайської сільської ради (в її складі були присілка Велика Єрикса, Іж-Боб'я, Кряшен-Тиловай, Тайшинер, Нова Полянка та Верхній Висілок). 1959 року сільрада була ліквідована і присілок відійшов до складу Новогорської сільради.

## Урбаноніми[3]
- вулиці — Бєльського, Кооперативна, Радянська, Шкільна, Ювілейна
- провулки — Північний